# Cristina Gómez
Pour les articles homonymes, voir Gómez.
Cristina Gómez, née le 6 juillet 1998 à San Pedro del Pinatar, est une joueuse professionnelle de squash représentant l'Espagne. Elle atteint en février 2022 la 48e place mondiale sur le circuit international, son meilleur classement.
Elle est championne d'Europe junior en 2017 et championne d'Espagne à sept reprises entre 2017 et 2025 succédant à Xisela Aranda, vainqueur de sept titres consécutifs.

## Biographie
Elle se qualifie pour les championnats du monde 2021 grâce à sa victoire au tournoi qualificatif de Odense mais elle s'incline face à la tête de série Hollie Naughton.

## Palmarès

### Titres
- Championnats d'Espagne : 6 titres (2017-2020, 2022, 2023, 2025)
- Championnats d'Europe junior : 2017